# Dioscorea oaxacensis
Dioscorea oaxacensis är en enhjärtbladig växtart som beskrevs av Edwin Burton Uline. Dioscorea oaxacensis ingår i släktet Dioscorea och familjen Dioscoreaceae. Inga underarter finns listade i Catalogue of Life.